# 泊松回归
在统计学上，泊松回归（英語：Poisson regression）是用来为计数资料和列联表建模的一种回归分析。泊松回归假设因变量（英语：response variable）Y是泊松分布，并假设它期望值的对数可由一组未知参数进行线性表达。当其用于列联表分析时，泊松回归模型也被称作对数-线性模型。
泊松回归模型是广义线性模型（GLM）的一种，以对数变化作为连接函数（link function），该模型的假设之一是其被解释变量服从泊松分布。

## 泊松回归模型
{\displaystyle \mathbf {x} \in \mathbb {R} ^{n}} 代表由一组相互独立的变量组成的向量，其泊松回归的模型形式为:
{\displaystyle \log(\operatorname {E} (Y\mid \mathbf {x} ))=\alpha +\mathbf {\beta } '\mathbf {x} ,} {\displaystyle \alpha \in \mathbb {R} }， {\displaystyle \mathbf {\beta } \in \mathbb {R} ^{n}}.
亦可简洁表示为：{\displaystyle \log(\operatorname {E} (Y\mid \mathbf {x} ))={\boldsymbol {\theta }}'\mathbf {x} ,\,}
此处，{\displaystyle \mathbf {x} } 是 n+1维的向量，由n个独立变量（自变量向量）一个常向量（元素取值全为1）构成，用一个θ 代表第一个表达式当中的 α 和 β。
因此，当已知泊松回归模型当中的 θ和解释变量 {\displaystyle \mathbf {x} }, 其满足泊松分布的被解释变量的期望值可以由下式来预测：
{\displaystyle \operatorname {E} (Y\mid \mathbf {x} )=e^{{\boldsymbol {\theta }}'\mathbf {x} }.\,}
Yi 是被解释变量的观测值，相应的解释变量为 xi ，可由极大似然估计（MLE）的方法来估计参数θ。 极大似然估计不能通过解析表达式获得解析解，是由其对数似然函数为凸函数的特性，可通过Newton–Raphson或其他基于梯度下降的思想方法来进行参数估计。

## 极大似然估计
如上所述，已知泊松回归模型当中的 θ和解释变量 {\displaystyle \mathbf {x} }, 其回归表达式为：
{\displaystyle \operatorname {E} (Y\mid x)=e^{\theta 'x}\,},
泊松分布的概率密度函数为：
{\displaystyle p(y\mid x;\theta )={\frac {[\operatorname {E} (Y\mid x)]^{y}\times e^{-\operatorname {E} (Y\mid x)}}{y!}}={\frac {e^{y\theta 'x}e^{-e^{\theta 'x}}}{y!}}}
现已知解释变量的观测值为由 m个向量组成 {\displaystyle x_{i}\in \mathbb {R} ^{n+1},\,i=1,\ldots ,m}, 对应 m 个被解释变量的观测值，{\displaystyle y_{1},\ldots ,y_{m}\in \mathbb {R} }.  若同时已知θ, 则该组观测值所对应的联合概率可由下式表达：
{\displaystyle p(y_{1},\ldots ,y_{m}\mid x_{1},\ldots ,x_{m};\theta )=\prod _{i=1}^{m}{\frac {e^{y_{i}\theta 'x_{i}}e^{-e^{\theta 'x_{i}}}}{y_{i}!}}.}
极大似然方法估计 θ的核心思想是，去找到能使得基于当前观测值的联合概率尽可能达到最大的θ。（可理解为：变量的取值当前观测值，与取值为其他任何数值相比，是发生概率最高的事件）。 既然目标是寻找到最优的θ，可以先将上式的等号左边简单表达为关于θ 的表达式：
{\displaystyle L(\theta \mid X,Y)=\prod _{i=1}^{m}{\frac {e^{y_{i}\theta 'x_{i}}e^{-e^{\theta 'x_{i}}}}{y_{i}!}}}.
注意等号右边的表达式并未改写，但通常难于付诸计算，因而采用其对数变化后的表达式（ log-likelihood）即：
{\displaystyle \ell (\theta \mid X,Y)=\log L(\theta \mid X,Y)=\sum _{i=1}^{m}\left(y_{i}\theta 'x_{i}-e^{\theta 'x_{i}}-\log(y_{i}!)\right)}.
由于 θ 仅出现在似然函数的前两项，因而在极大化似然函数的运算过程中，可以只考虑前两项。可以删去第三项yi!，待优化的似然函数可以简洁表达为：
{\displaystyle \ell (\theta \mid X,Y)=\sum _{i=1}^{m}\left(y_{i}\theta 'x_{i}-e^{\theta 'x_{i}}\right)}.
为了找到极大值，需要求解方程：
{\displaystyle {\frac {\partial \ell (\theta \mid X,Y)}{\partial \theta }}=0}
可以通过对其似然函数取负值 （negative log-likelihood）, {\displaystyle -\ell (\theta \mid X,Y)}是一个凸函数, 标准的凸优化方法可以考虑来求解 θ的最优值。统一的方法是Newton-Raphson 与Iterative Weighted Least Square（IWLS）算法。 给θ一组初始值，IWLS 是通过多次迭代更新直到θ 收敛。

## 泊松回归的应用
泊松回归常用于被解释变量为计数（Count）形式时，包括事件发生的次数，比如：客服中心接到的电话次数。其满足相互独立的假设。在此例子中，即为：拨打客服电话的人们之间不存在相互关联。不会因为甲拨打了客服，而影响乙拨打的可能性。但在建模时，需要考虑统计该事件发生的时期，比如目标变量统计的是一天接到的电话次数，还是一个星期，或者一个月。这个时期的数据作为回归模型中的抵消值，在下面解释。

### "曝光量"（Exposure） 与 偏移量 (trade off)
泊松分布也可以适用于比率数据，即事件发生次数与其测量时间或测量范围的比值。比如生物学家测量某森林中树木种类的数目， 比率变量即为每平方千米的树木种类数。人口学家关注的是每个人口年（person-year）的人口死亡数。通常来说，比率变量表达的是单位时间内该事件发生的次数。这些例子中，平方米”，“人口年”这些变量就是所谓的"曝光量"（Exposure）。泊松回归中将其视为偏移量放在等式右边。
{\displaystyle \log {((\operatorname {E} (Y\mid x)/({\text{exposure}}))}=\theta 'x}
which implies
{\displaystyle \log {(\operatorname {E} (Y\mid x))}-\log {({\text{exposure}})}=\log {\left({\frac {\operatorname {E} (Y\mid x)}{\text{exposure}}}\right)}=\theta 'x}
在R中运行广义线性模型时，可用offset()来指定表示“曝光量”的变量:
```
glm
(
y
 
~
 
offset
(
log
(
exposure
))
 
+
 
x
,
 
family
=
poisson
(
link
=
log
)
 
)

```

### 过度离势和零膨胀
服从泊松分布的变量,具有期望与方差相等的特征。若观测样本的方差远大于期望值的时，则认为存在过度离势，当前的模型不合理。其常见的原因是缺失重要的解释变量。解决该问题的方法，通常采用准似然估计（quasi-likelihood） 或者负二项分布来估计。
泊松回归的另一个常见的问题是零膨胀zero-inflated model。标准的泊松分布其定义域为非负整数，被解释变量y取值为0的概率为：
{\displaystyle p(y=0\mid x;\theta )=e^{-e^{\theta 'x}}}
但如果观测样本中添加大量的0，则取值为0的频率远大于理论概率，此时不适宜直接采用泊松回归。比如观测一组人在一小时内的吸烟情况，目标变量是每人吸了多少根烟。但当观测人群中有大量的非吸烟者，就会有过多的目标变量为0， 这就是零膨胀。可以采用其他的广义线性模型，比如负二项分布负二项分布来建模，或者零膨胀模型zero-inflated model 来解决。